# Prosper-Henri Devos
Prosper-Henri Devos, écrivain, romancier et traducteur belge, né à Bruxelles le 28 janvier 1889 et tombé au champ d'Honneur à Ramskapelle le 29 octobre 1914, mourut le 3 novembre 1914 à Zevecote où il avait été transporté.

## Biographie
Fonctionnaire à la commune bruxelloise d'Anderlecht, il mena parallèlement une activité littéraire.
Il entra dans la carrière des lettres en fondant en 1908 une revue La Belgique française. Il traduisit également des œuvres d'auteurs espagnols comme la tragédie historique d'Eduardo Marquina : En Flandre le soleil s'est couché.
Il s'annonça comme un écrivain prometteur lors de la publication de ses deux premiers romans Un Jacobin de l'an CVIII (1910) et Monna Lisa (1911), mais sa carrière fut brutalement et glorieusement interrompue sur les champs de Flandre où, à la tête de ses hommes comme capitaine, il fut grièvement blessé à vingt-cinq ans lors des combats de Ramskapelle le 29 octobre 1914 touché d'une balle perdue après avoir été fait prisonnier avec sa compagnie. Il mourut de ses blessures à Zevekote le 3 novembre suivant.

## Hommages
- Son nom est gravé sur le mur du Panthéon de Paris.
- Un monument, œuvre du sculpteur Edmond de Valériola, érigé dans le Parc Astrid à Anderlecht.

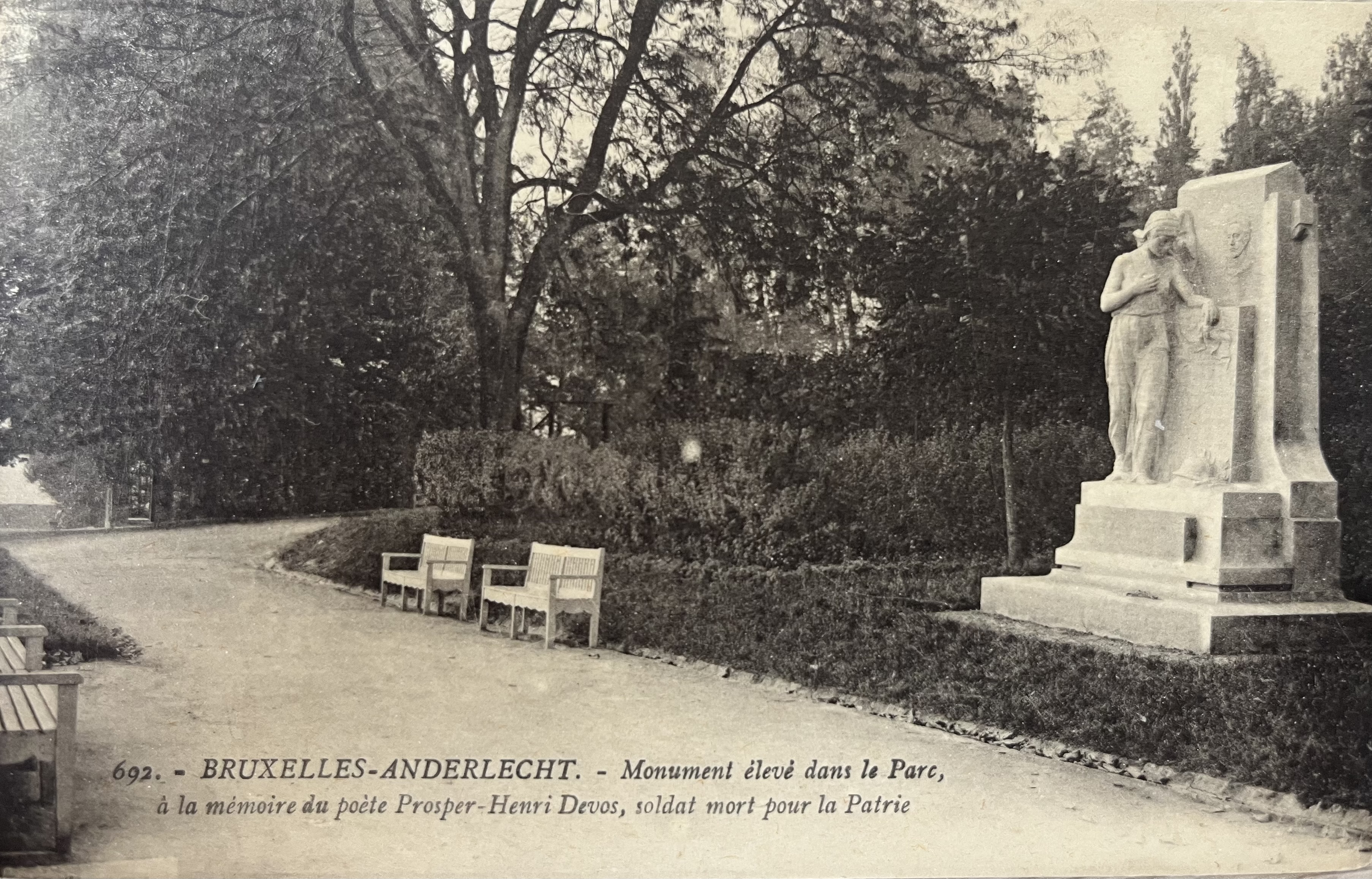

- Une rue du quartier de Moortebeek à Anderlecht, porte son nom.